# Ricardo Dias Acosta
Ricardo Dias Acosta, mais conhecido como Ricardinho (Rosário do Sul, 15 de dezembro de 1985), é um ex-futebolista brasileiro que atuava como meia e volante. Atualmente é o assessor de futebol do Ceará.

## Carreira

### Começo
Gaúcho, Ricardinho iniciou sua carreira no sub-20 do Juventude, em 2004. Estreou profissionalmente pelo Iraty em 2006. No ano seguinte, foi emprestado ao Ceará. Já na temporada 2008, foi para o Caxias. Nas temporadas 2009 e 2010, atuou pelo Linense.

### XV de Piracicaba e Londrina
Em 2011, Ricardinho foi adquirido em definitivo pelo XV de Piracicaba, onde foi um dos principais responsáveis pelo título conquistado sobre o Guarani na Série A2 do Campeonato Paulista de 2011. No segundo semestre de 2011, foi emprestado ao Londrina. Retornou ao XV na temporada seguinte, tendo um bom desempenho com a camisa alvinegra na elite do Paulista. 

### Ponte Preta
Após ser o destaque do XV de Piracicaba no Paulistão de 2012, acabou sendo emprestado a Ponte Preta. Ricardinho chegou a ter algumas oportunidades com Gilson Kleina, mas perdeu espaço com a chegada de Guto Ferreira e não foi aproveitado, tanto que a diretoria da Macaca não demonstrou interesse em renovar seu empréstimo.

### Ceará

#### 2013
No final de 2012, Ricardinho acertou com o Ceará para a temporada 2013. Foi campeão do Cearense e eleito o melhor meia-direito da competição.

#### 2014
Em 2014, sagrou-se bicampeão do Cearense e foi eleito o melhor meia-direito da Copa do Nordeste.

#### 2015
Ricardinho se tornou um dos pilares do Ceará, sendo o destaque do time de Porangabuçu na conquista do título da Copa do Nordeste e na campanha histórica na Série B. Foi eleito o melhor meia-direito do Cearense e ganhou os troféus: Craque da Campeonato do Campeonato Cearense e Craque do Ano do futebol cearense.

### Al-Ettifaq
No final de 2015, Ricardinho foi vendido pelo Ceará por € 1,36 milhões ao Al-Ettifaq, da primeira divisão do Campeonato Saudita.

### Retorno ao Ceará

#### 2017
Após a passagem pelo Al-Ettifaq, Ricardinho oficializou seu retorno ao Ceará para a temporada de 2017. Ídolo alvinegro, Ricardinho atuou em 32 jogos pelo time no ano e marcou dois gols, terminando a temporada como titular. 

#### 2018
Marcou o seu primeiro gol na temporada em 19 de janeiro, contra o Guarani de Juazeiro, em partida válida pelo Cearense.

#### 2019
No dia 13 de outubro no jogo contra o Avaí, Ricardinho completou 300 jogos pelo Ceará, jogo na qual o vozão venceu por 1x0

## Estatísticas
Até 28 de novembro de 2021.

### Clubes
| Clube             | Temporada         | Campeonato nacional | Campeonato nacional | Campeonato nacional | Copa nacional[a] | Copa nacional[a] | Copa nacional[a] | Competições continentais[b] | Competições continentais[b] | Competições continentais[b] | Outros torneios[c] | Outros torneios[c] | Outros torneios[c] | Total | Total | Total   |
| Clube             | Temporada         | Jogos               | Gols                | Assist.             | Jogos            | Gols             | Assist.          | Jogos                       | Gols                        | Assist.                     | Jogos              | Gols               | Assist.            | Jogos | Gols  | Assist. |
| ----------------- | ----------------- | ------------------- | ------------------- | ------------------- | ---------------- | ---------------- | ---------------- | --------------------------- | --------------------------- | --------------------------- | ------------------ | ------------------ | ------------------ | ----- | ----- | ------- |
| Iraty             | 2006              | —                   | —                   | —                   | —                | —                | —                | —                           | —                           | —                           | 0                  | 0                  | 0                  | 0     | 0     | 0       |
| Iraty             | Total             | 0                   | 0                   | 0                   | 0                | 0                | 0                | 0                           | 0                           | 0                           | 0                  | 0                  | 0                  | 0     | 0     | 0       |
| Ceará             | 2007              | —                   | —                   | —                   | —                | —                | —                | —                           | —                           | —                           | 1                  | 0                  | 0                  | 1     | 0     | 0       |
| Ceará             | Total             | 0                   | 0                   | 0                   | 0                | 0                | 0                | 0                           | 0                           | 0                           | 1                  | 0                  | 0                  | 1     | 0     | 0       |
| Caxias            | 2008              | —                   | —                   | —                   | —                | —                | —                | —                           | —                           | —                           | 0                  | 0                  | 0                  | 0     | 0     | 0       |
| Caxias            | Total             | 0                   | 0                   | 0                   | 0                | 0                | 0                | 0                           | 0                           | 0                           | 0                  | 0                  | 0                  | 0     | 0     | 0       |
| Linense           | 2009              | —                   | —                   | —                   | —                | —                | —                | —                           | —                           | —                           | 11                 | 0                  | 0                  | 11    | 0     | 0       |
| Linense           | 2010              | —                   | —                   | —                   | —                | —                | —                | —                           | —                           | —                           | 11                 | 0                  | 0                  | 11    | 0     | 0       |
| Linense           | Total             | 0                   | 0                   | 0                   | 0                | 0                | 0                | 0                           | 0                           | 0                           | 11                 | 0                  | 0                  | 11    | 0     | 0       |
| XV de Piracicaba  | 2011              | —                   | —                   | —                   | —                | —                | —                | —                           | —                           | —                           | 24                 | 5                  | 0                  | 24    | 5     | 0       |
| XV de Piracicaba  | Total             | 0                   | 0                   | 0                   | 0                | 0                | 0                | 0                           | 0                           | 0                           | 24                 | 5                  | 0                  | 24    | 5     | 0       |
| Londrina          | 2011              | —                   | —                   | —                   | —                | —                | —                | —                           | —                           | —                           | 0                  | 0                  | 0                  | 0     | 0     | 0       |
| Londrina          | Total             | 0                   | 0                   | 0                   | 0                | 0                | 0                | 0                           | 0                           | 0                           | 0                  | 0                  | 0                  | 0     | 0     | 0       |
| XV de Piracicaba  | 2012              | —                   | —                   | —                   | —                | —                | —                | —                           | —                           | —                           | 19                 | 5                  | 0                  | 19    | 5     | 0       |
| XV de Piracicaba  | Total             | 0                   | 0                   | 0                   | 0                | 0                | 0                | 0                           | 0                           | 0                           | 19                 | 5                  | 0                  | 19    | 5     | 0       |
| Ponte Preta       | 2012              | 15                  | 3                   | 0                   | —                | —                | —                | —                           | —                           | —                           | —                  | —                  | —                  | 15    | 3     | 0       |
| Ponte Preta       | Total             | 15                  | 3                   | 0                   | 0                | 0                | 0                | 0                           | 0                           | 0                           | 0                  | 0                  | 0                  | 15    | 3     | 0       |
| Ceará             | 2013              | 32                  | 2                   | 0                   | 3                | 0                | 0                | —                           | —                           | —                           | 26                 | 3                  | 0                  | 61    | 5     | 0       |
| Ceará             | 2014              | 32                  | 5                   | 6                   | 6                | 1                | 0                | —                           | —                           | —                           | 20                 | 3                  | 0                  | 58    | 9     | 6       |
| Ceará             | 2015              | 28                  | 8                   | 5                   | 1                | 0                | 0                | —                           | —                           | —                           | 27                 | 8                  | 0                  | 56    | 16    | 5       |
| Ceará             | Total             | 92                  | 15                  | 11                  | 10               | 1                | 0                | 0                           | 0                           | 0                           | 73                 | 14                 | 0                  | 175   | 30    | 11      |
| Al-Ettifaq        | 2015–16           | 0                   | 0                   | 0                   | 0                | 0                | 0                | —                           | —                           | —                           | —                  | —                  | —                  | 0     | 0     | 0       |
| Al-Ettifaq        | Total             | 0                   | 0                   | 0                   | 0                | 0                | 0                | 0                           | 0                           | 0                           | 0                  | 0                  | 0                  | 0     | 0     | 0       |
| Ceará             | 2017              | 26                  | 2                   | 4                   | —                | —                | —                | —                           | —                           | —                           | 6                  | 0                  | 0                  | 32    | 2     | 4       |
| Ceará             | 2018              | 26                  | 1                   | 2                   | 3                | 0                | 0                | —                           | —                           | —                           | 20                 | 3                  | 1                  | 49    | 4     | 3       |
| Ceará             | 2019              | 34                  | 1                   | 6                   | 4                | 0                | 0                | —                           | —                           | —                           | 14                 | 1                  | 0                  | 52    | 2     | 6       |
| Ceará             | 2020–21           | 10                  | 0                   | 0                   | 2                | 0                | 0                | —                           | —                           | —                           | 14                 | 1                  | 1                  | 26    | 1     | 1       |
| Ceará             | Total             | 96                  | 4                   | 12                  | 9                | 0                | 0                | 0                           | 0                           | 0                           | 55                 | 5                  | 2                  | 159   | 9     | 14      |
| Botafogo          | 2021              | 11                  | 0                   | 0                   | 1                | 0                | 0                | —                           | —                           | —                           | 7                  | 0                  | 0                  | 19    | 0     | 0       |
| Botafogo          | Total             | 11                  | 0                   | 0                   | 1                | 0                | 0                | —                           | —                           | —                           | 7                  | 0                  | 0                  | 19    | 0     | 0       |
| Paysandu          | 2022              | 0                   | 0                   | 0                   | 0                | 0                | 0                | —                           | —                           | —                           | 0                  | 0                  | 0                  | 0     | 0     | 0       |
| Paysandu          | Total             | 0                   | 0                   | 0                   | 0                | 0                | 0                | —                           | —                           | —                           | 0                  | 0                  | 0                  | 0     | 0     | 0       |
| Total na carreira | Total na carreira | 214                 | 22                  | 23                  | 20               | 1                | 0                | 0                           | 0                           | 0                           | 189                | 29                 | 2                  | 423   | 52    | 25      |

- a. ^ Jogos da Copa do Brasil
- b. ^ Jogos da Copa Sul-Americana
- c. ^ Jogos do Campeonato Cearense, Copa do Nordeste e Copa Fares Lopes

## Títulos
Linense
- Campeonato Paulista - Série A2: 2010

XV de Piracicaba
- Campeonato Paulista - Série A2: 2011

Londrina
- Campeonato Paranaense - Segunda Divisão: 2011

Ceará
- Campeonato Cearense: 2013, 2014, 2017, 2018
- Copa dos Campeões Cearenses: 2014
- Copa do Nordeste: 2015, 2020

Botafogo
- Campeonato Brasileiro - Série B: 2021

Paysandu
- Copa Verde: 2022

### Prêmios individuais
- Melhor Meia-direito do Campeonato Cearense: 2013 e 2015
- Melhor Meia-direito da Copa do Nordeste: 2014
- Troféu Craque da Campeonato do Campeonato Cearense: 2015
- Troféu Craque do Ano do futebol cearense: 2015[6]